# Craseomys rex
Clethrionomys rex — вид гризунів родини Cricetidae. Він зустрічається на великих висотах на острові Хоккайдо в Японії та на менших висотах на деяких менших островах поблизу. Його природне місце проживання — ліси помірного поясу. Він також зустрічається в хвойних плантаціях, чагарниках і луках на Хоккайдо. Вид зустрічається на луках і покинутих сільськогосподарських угіддях на островах Рісірі та Ребун. У зонах спільного поширення з Clethrionomys rufocanus bedfordiae останній вид є панівним.

## Характеристики
Довжина голови і тулуба становить від 112 до 149 мм, хвоста від 44 до 68 мм, вага від 33 до 77 г. Коротке хутро на верхній стороні коричневого кольору без рудувато-сірих відтінків.